# اورما (قبیله)

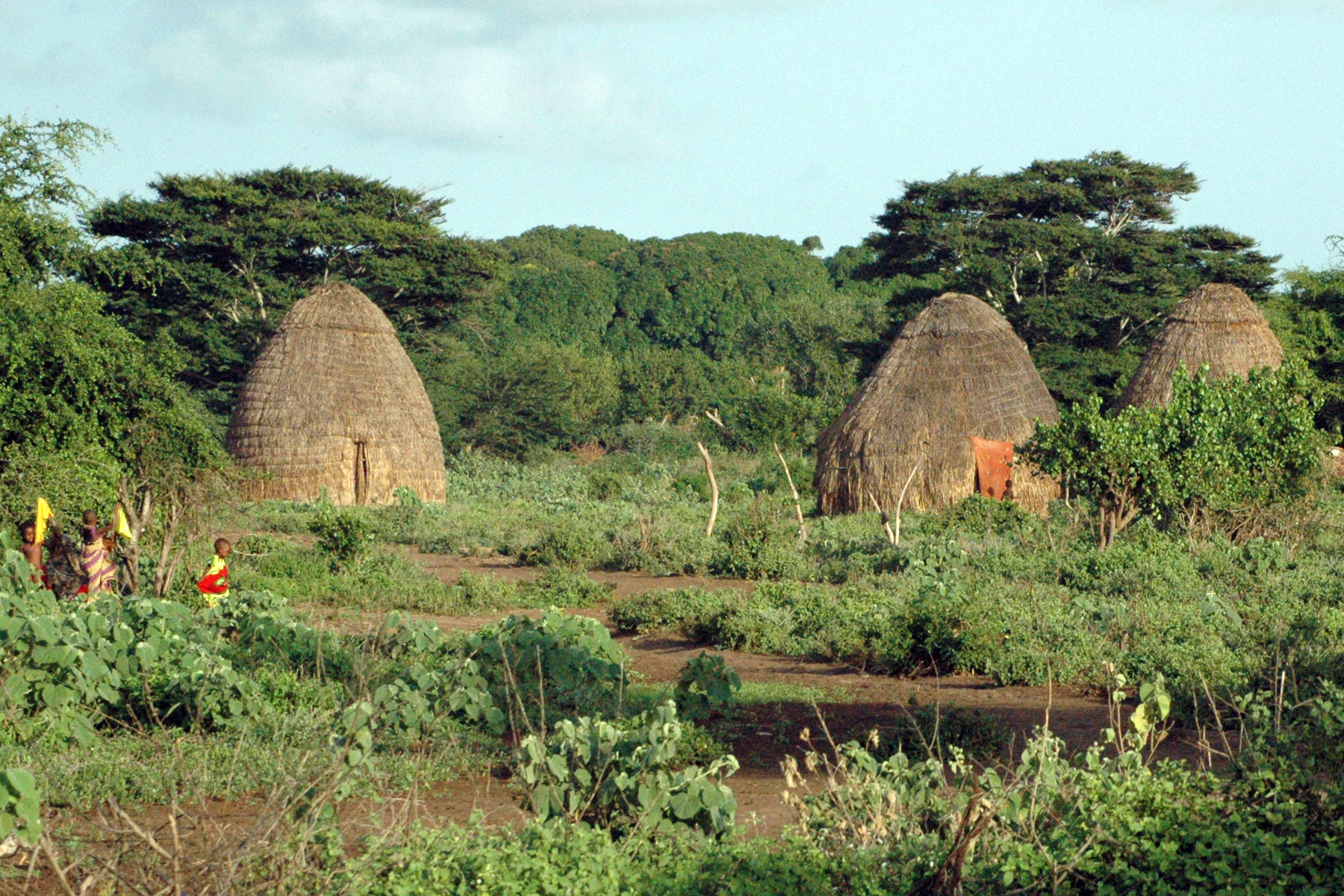
روستای اورما در شهرستان رود تانا در شمال کنیا

اورما (انگلیسی: Orma)، یکی از قبیله‌های مردم اورومو در شاخ آفریقا است که عمدتاً در شهرستان رود تانا در شمال کنیا و در جنوب اتیوپی زندگی می‌کنند. . آنها زبان و میراث فرهنگی مشترکی با سایر قبایل اورومو دارند. آنها دامدار هستند و تقریباً همه مسلمان هستند. در سال ۲۰۱۹ تعداد اورما به ۱۵۸۹۹۳ رسید.